# Российский государственный архив литературы и искусства
Российский государственный архив литературы и искусства (РГАЛИ, ранее ЦГАЛИ) — крупнейшее хранилище России, в котором сосредоточены богатейшие материалы по истории отечественной литературы, музыки, театра, кино, изобразительного искусства, архитектуры.

## История
Архив был основан в 1941 году, частично на базе собрания Государственного литературного музея — Гослитмузея (ГЛМ) — как Центральный государственный литературный архив (ЦГЛА). Сюда же были переданы профильные фонды из ЦГАОР СССР, ГИМ, ЦГАДА, Государственной Третьяковской галереи и других архивохранилищ.
В 1954 году переименован в ЦГАЛИ СССР, а в 1992 году — в РГАЛИ.
Президентским указом от 2 апреля 1997 года РГАЛИ был включен, наряду с Государственным музеем изобразительных искусств им. Пушкина, Третьяковской галереей, Эрмитажем, Русским музеем, Государственным архивом России, Российским государственным военно-историческим архивом, Российским государственным архивом древних актов и др., в Государственный свод особо ценных объектов культурного наследия народов Российской Федерации.
Директор — кандидат исторических наук Шашкова Ольга Александровна.

## Информация о документах
В документах РГАЛИ сосредоточена информация о культурной жизни страны, о различных этапах развития литературы, искусства и общественной мысли, о творческих контактах представителей отечественной и зарубежной культуры. В архиве собраны фонды органов центрального управления в области культуры, театров, киностудий, специализированных учебных заведений, издательств, общественных организаций; личные фонды писателей, критиков, художников, композиторов, деятелей театра и кино, коллекции документов.
В фондах архива хранятся документы XIV–XX вв. Среди них рукописи и личные документы выдающихся деятелей культуры России, автографы А.С. Пушкина, М.Ю. Лермонтова, Н.В. Гоголя, Ф.М. Достоевского, А.П. Чехова, ценнейшие коллекции и отдельные документы собраний Ю.А. Бахрушина, Ф.Ф. Фидлера, С.П. Мельгунова, В.В. Розанова, А.А. Блока, Б.Л. Пастернака, А.А. Ахматовой, М.И. Цветаевой, А. Белого, М.А. Кузмина, А.И. Солженицына, Д.Д. Шостаковича, М.М. Плисецкой, Р.К. Щедрина, творческое наследие деятелей русского зарубежья, а также документы органов управления, учреждений и организаций культуры – Наркомпроса РСФСР, Всесоюзного Комитета по делам искусств при СНК СССР, Министерства культуры СССР и РФ, Госкино СССР, научных и учебных заведений культуры, киностудий, театров, цирка и эстрады, издательств, редакций литературных и художественных журналов.
Наряду с рукописным и эпистолярным наследием в РГАЛИ хранятся произведения живописи и графики XIX и XX вв.: личные фонды художников – рисунки и наброски, гравюры и офорты, эскизы и этюды В.М. Васнецова, И.Е. Репина, Б.М. Кустодиева, М.В. Нестерова, С.Ю. Судейкина, А.Н. Бенуа, Н.К. Рериха, К.С. Петрова-Водкина и многих десятков др. На сегодняшний день в РГАЛИ собрано 1247 музейных мемориальных предмета, принадлежащие Н.А. Бердяеву, В.А. Соловьеву, А.М. Ремизову, М.И. Цветаевой, И.Г. Эренбургу, А.Г. Коонен, К.М. Симонову, К.А. Кедрову, М.М. Плисецкой и др. Также в РГАЛИ хранится более 180 000 наименований печатных изданий на русском и иностранных языках. Книжное собрание включает старопечатные издания ХV−XVII вв., книги с дарственными надписями крупнейших деятелей культуры, коллекции библиографических редкостей, книжные собрания ХIX−XX вв.

## Включение документов в реестр документального наследия «Память мира» ЮНЕСКО

Сертификат международной программы ЮНЕСКО «Память Мира» о включении записных книжек Ф.М. Достоевского в список всемирного культурного достояния

24 мая 2023 года Исполнительный совет «ЮНЕСКО принял решение включить в Международный реестр документального наследия Память мира» рабочие тетради Ф.М. Достоевского, представленные Российской Федерацией. Тринадцать записных книжек Ф.М. Достоевского хранятся в личном фонде писателя под номером 212 в РГАЛИ, еще три записные книжки входят в собрание Отдела рукописей Российской государственной библиотеки, выступившей в качестве со-номинанта.
Хранительницей документального наследия Ф.М. Достоевского была его жена А.Г. Достоевская. Часть рукописей она передала на хранение в сейф Государственного банка, откуда они со временем были переданы в ЦГЛА (РГАЛИ).
С учетом того, что полноценных автографов ключевых произведений писателя, созданных во время его пребывания за границей, практически не сохранилось, комплекс его записных книжек и рабочих тетрадей позволяет частично воссоздать картину творческого процесса Достоевского. В рукописях интересно все: эволюция почерка, исправления, заметки на полях, развитие сюжетных линий и персонажей. Исследователи выделяют в них целый ряд архитектурных зарисовок писателя – в прошлом выпускника Инженерной школы, его каллиграфические опыты, бытовые записи.
Весь комплекс записных книжек и рабочих тетрадей Ф.М. Достоевского ранее уже был включен в Государственный реестр уникальных документов Архивного фонда Российской Федерации, а ныне представлен и в Своде памятников мирового значения ЮНЕСКО.

Вручение С.В. Лавровым сертификата программы «Память Мира» директору РГАЛИ

## Происшествия
12 июля 2019 года на четвертом этаже здания произошло загорание бумажной продукции на площади 10 кв. м. Благодаря оперативному реагированию и эффективной работе подразделений пожарной охраны МЧС России возгорание удалось в кратчайший срок локализовать и ликвидировать. Профессиональные действия пожарных расчетов позволили минимизировать ущерб зданию и архивным документам.
Особо ценные документы при пожаре не пострадали, сообщили в пресс-службе Росархива. Возгорание произошло в помещениях, где хранятся архивы госорганов управления и культуры. В результате никто не пострадал.
3 августа 2006 года стало известно об исчезновении рисунков архитектора Якова Чернихова из РГАЛИ, часть работ была подменена. Девять работ архитектора удалось найти в числе лотов лондонского аукционного дома Christie's. Экспертам Росохранкультуры удалось обнаружить 274 рисунка архитектора. 
Пока со слов заместителя руководителя Росохранкультуры Анатолия Вилкова известно, что уже установлен человек, сдавший краденые рисунки на аукцион, а также и тот, у кого он их купил. Судьба остальных пока неизвестна.